# C/1942 C1 Whipple-Bernasconi-Kulin
El Cometa Whipple-Bernasconi-Kulin, formalmente denominado C/1942 C1 (Whipple-Bernasconi-Kulin), es un cometa con órbita hiperbólica, y por lo tanto es clasificado como un cometa no periódico.
Fue descubierto independientemente por tres astrónomos: el estadounidense Fred Lawrence Whipple; el italiano Giovanni Bernasconi; y el húngaro György Kulin.
El descubrimiento se produjo el 25 de enero de 1942, aunque poco después se localizaron imágenes previas al descubrimiento tomadas el 28 de diciembre de 1941.

## Designación y nombre
El cometa se designó inicialmente con los nombres (1942a) y (1942 IV), para ser denominado finalmente con el nombre de sus tres descubridores.

## Características orbitales
El cometa orbita a una distancia media del Sol de -1618,4804 ua, habiéndose acercado hasta 1,4453 ua. Tiene una excentricidad de 1,0008 (correspondiente a una órbita hiperbólica) y una inclinación orbital de 79,4520° grados.